# 安東尼·愛德華茲 (演員)
（1962年7月19日—），簡稱安東尼·愛德華（ACE），是一名美國演員及導演，1998年金球獎連續短劇與電視電影最佳男主角得獎者，艾美奖最佳男主角的三項提名。因主演急診室的故事的馬克·格林醫師而受認識。

## 傳記
安東尼·愛德華出生於美國加利福尼亚州圣巴巴拉。曾在美國南加州大學就讀演藝課程。

## 腳註
1. ↑  According to the State of California. California Birth Index, 1905-1995. Center for Health Statistics, California Department of Health Services, Sacramento, California. At Ancestry.com

## 外部連結
- 安東尼·愛德華在互联网电影资料库（IMDb）上的資料（英文）